# Phlegra solitaria
Phlegra solitaria är en spindelart som beskrevs av Wesolowska, Tomasiewicz 2008. Phlegra solitaria ingår i släktet Phlegra och familjen hoppspindlar. Inga underarter finns listade i Catalogue of Life.